# Hans Großmann-Doerth
Hans Großmann-Doerth (ur. 9 września 1894 w Hamburgu, zm. 5 marca 1944 w Królewcu) – niemiecki prawnik, przedstawiciel ordoliberalizmu (szkoły fryburskiej).
Studiował na Uniwersytecie Ludwika i Maksymiliana w Monachium. Po służbie wojskowej w czasie I wojny światowej ukończył prawo na Uniwersytecie w Hamburgu. Doktorat uzyskał na podstawie pracy z zakresu prawa karnego. Po zdaniu egzaminów prawniczych pracował jako sędzia grodzki. W 1929 habilitował się na hamburskiej uczelni. W 1930 został profesorem nadzwyczajnym niemieckiego Uniwersytetu Karola i Ferdynanda w Pradze. Stamtąd przeniósł się w 1933 r. na Uniwersytet Albrechta i Ludwika we Fryburgu. Zajmował się prawem handlowym, gospodarczym, cywilnym oraz prawem pracy.
Obok Waltera Euckena i Franza Böhma zaliczany jest do założycieli tak zwanej szkoły fryburskiej i przedstawicieli doktryny ordoliberalizmu. W swoich pracach zwracał uwagę na praktyczną stronę prawa (ang. law in action). Podkreślał znaczenie prawa zwyczajowego (niepisanego) w życiu gospodarczym, akcentując konieczność ponoszenia odpowiedzialności za swoje działania przez podmioty gospodarcze (przedsiębiorstwa, osoby prawne, spółki, przedsiębiorców jednoosobowych).
W 1939 r. został powołany do wojska. Dosłużył się stopnia oberstleutnanta i regimentkommendeura. W lutym 1944 walczył na froncie wschodnim. Ciężko ranny, zmarł w szpitalu w Królewcu.